# Hell's Kitchen Hrvatska
Hell's Kitchen Hrvatska je kulinarski reality show koji se prikazuje na RTL-u. Ovo je hrvatska inačica britanske emisije "Hell's Kitchen" koju je stvorio Gordon Ramsay 2004. godine.
Voditelj showa i glavni chef je hrvatski kuhar Tomislav Gretić, njegovi pomoćnici, mentori i sou-chefovi dvaju timova su Ivana Bekavac i Ivan Vrbanec, a natjecatelji se bore za glavnu nagradu od 30.000 eura.
Prijave su otvorene od 23. rujna 2023., a snimanja su krenula tijekom prve polovice 2024. godine.

## Sezone
| Sezona | Sezona | Br. epizoda | Prva epizoda       | Posljednja epizoda | Br. natjecatelja | Pobjednik         | Drugoplasirani |
| ------ | ------ | ----------- | ------------------ | ------------------ | ---------------- | ----------------- | -------------- |
|        | 1      | 59          | 31. siječnja 2024. | 15. lipnja 2024.   | 18+4             | Viktor Vercoustre | Vehid Šaldić   |

## Vanjske poveznice
- Službena stranica na RTL-u
- Službena stranica na Facebooku
- Službena stranica na Instagramu
- Hell's Kitchen Hrvatska u internetskoj bazi filmova IMDb-a